# Cafú (ur. 1977)
Cafú, właśc. Arlindo Gomes Semedo (ur. 17 listopada 1977 w Lizbonie) – kabowerdeński piłkarz występujący na pozycji napastnika.

## Kariera klubowa
Cafú urodził się w Portugalii w rodzinie pochodzącej z Republiki Zielonego Przylądka. Karierę rozpoczynał w 1997 roku w czwartoligowym zespole Amora FC. W 1999 roku przeszedł do pierwszoligowego Belenensesu. W Primeira Liga zadebiutował w sezonie 1999/2000. 11 listopada 2000 roku w zremisowanym 1:1 pojedynku z CS Marítimo strzelił pierwszego gola w Primeira Liga. W Belenenses spędził 3 lat.
W 2002 roku Cafú odszedł do Boavisty, także grającej w Primeira Liga. Pierwszy ligowy mecz zaliczył tam 1 września 2002 roku przeciwko FC Porto (0:1). Przez 3,5 roku dla Boavisty zagrał 92 razy i zdobył 8 bramek.
Na początku 2006 roku podpisał kontrakt z niemieckim drugoligowcem Sportfreunde Siegen. W 2. Bundeslidze zadebiutował 3 lutego 2006 roku w przegranym 0:4 spotkaniu z 1. FC Saarbrücken. W barwach Sportfreunde rozegrał 13 spotkań i zdobył 5 bramek.
Po pół roku spędzonym w Sportfreunde, Cafú odszedł do zespołu SC Freiburg, również występującego w 2. Bundeslidze. Ligowy debiut zanotował tam 13 sierpnia 2006 roku przeciwko Hansie Rostock (0:0). We Freiburgu grał przez 1,5 roku.
W styczniu 2008 roku wyjechał na Cypr, by występować w tamtejszej Omonii Nikozja. Spędził w niej 1,5 roku. W 2009 roku przeszedł do Anorthosisu Famagusta. Przez 2 lata w jego barwach zagrał 58 razy i strzelił 24 gole. W 2011 roku odszedł do drużyny AEL Limassol. W 2012 roku zdobył z nią mistrzostwo Cypru. Po tym sukcesie odszedł z klubu. Następnie grał w Alki Larnaka, Académico de Viseu i CD Feirense. W 2015 przeszedł do SC Freamunde.

## Kariera reprezentacyjna
W reprezentacji Republiki Zielonego Przylądka Cafú zadebiutował 12 października 2003 roku w zremisowanym 1:1 meczu eliminacji Mistrzostw Świata 2006 z Suazi. 16 listopada 2003 roku w wygranym 3:0 rewanżowym spotkaniu z tą drużyną strzelił 2 gole, które były jednocześnie jego pierwszymi w drużynie narodowej.